# Premiul Saturn pentru cel mai bun film de acțiune/aventură/thriller
Premiul Saturn pentru cel mai bun film de acțiune/aventură/thriller este acordat de Academy of Science Fiction, Fantasy and Horror Films.

## Câștigători
| An   | Film artistic                  |
| ---- | ------------------------------ |
| 1994 | Pulp Fiction                   |
| 1995 | The Usual Suspects             |
| 1996 | Fargo                          |
| 1997 | L.A. Confidential              |
| 1998 | Saving Private Ryan            |
| 1999 | The Green Mile                 |
| 2000 | Crouching Tiger, Hidden Dragon |
| 2001 | Memento                        |
| 2002 | Road to Perdition              |
| 2003 | Kill Bill Vol. 1               |
| 2004 | Kill Bill Vol. 2               |
| 2005 | Sin City                       |
| 2006 | Casino Royale                  |
| 2007 | 300                            |
| 2008 | The Dark Knight                |
| 2009 | Inglourious Basterds           |
| 2010 | Salt                           |